# USCA Foot
Union Sportive de la Commune Urbaine d’Antananarivo, bekannt unter der Abkürzung USCA Foot, ist ein 1992 gegründeter Fußballverein aus Antananarivo, der Hauptstadt Madagaskars.

## Geschichte
2005 gewann der Verein seine ersten nationalen Titel. Er schaffte das Double aus Meisterschaft und Pokalsieg, nachdem im Vorjahr jeweils der zweite Platz erreicht wurde. Damit qualifizierte sich der Klub für die CAF Champions League, in der die Mannschaft in der zweiten Runde nach einer 0:6-Niederlage im Hinspiel bei Asante Kotoko nach nur einem 1:0-Rückspielsieg scheiterte.

## Stadion

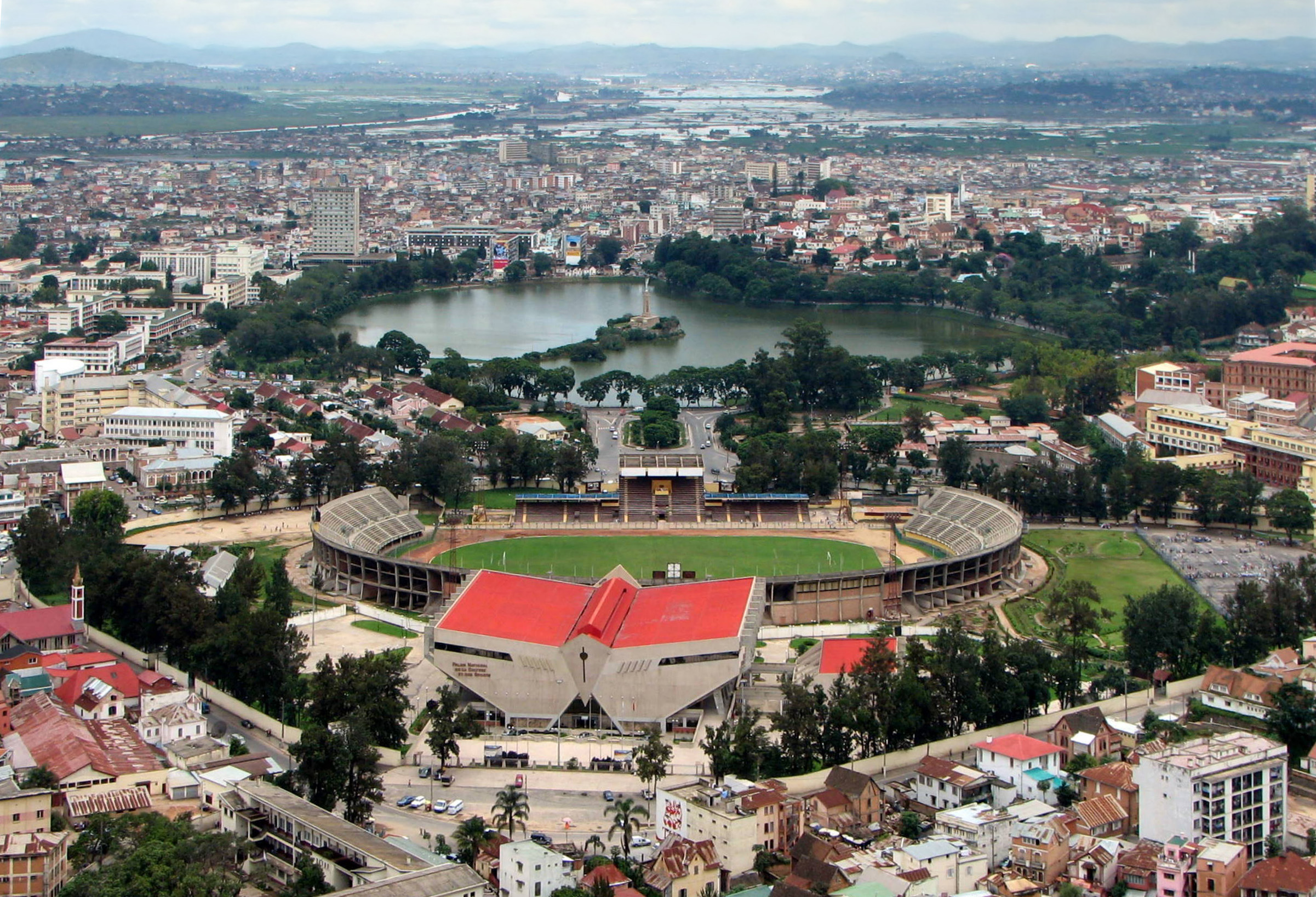
Stade Municipal de Mahamasina

Der Verein trägt seine Heimspiele im Stade Municipal de Mahamasina in Antananarivo aus. Das Stadion hat ein Fassungsvermögen von 40.880 Personen.

## Erfolge
- Madagassischer Meister: 2005
- Madagassischer Vizemeister: 2004
- Madagassischer Pokalsieger: 2005
- Madagassischer Pokalfinalist: 2004, 2006, 2007